# Ida LaFontaine
Ida LaFontaine, bokförd Ida Cornelia Eva La Fontaine Runestam, född 10 maj 1997 i Sollentuna, är en svensk popsångerska och låtskrivare   

## Biografi
Ida LaFontaine medverkade som 10-åring på Måns Zelmerlöws låt Hold on från 2009. Hon fick 2012 skivkontrakt hos Warner Music som i september samma år släppte singeln Dancing 4 My Life, skriven av Jörgen Elofsson och Lauren Dyson. LaFontaine bröt dock med Warner redan efter ett singelsläpp då hon för stunden ansåg att hon var för ung och att pressen var för stor för en professionell musikkarriär. Dom följande två åren ägnade sig LaFontaine åt studier samt att utveckla sin sång och dansteknik. Hon släppte även låtar på sin Youtube-kanal.
Den 7 augusti 2014 släppte hon singeln Anthem skriven av de båda internationellt framgångsrika hitmakarna Pär Westerlund (Paro) och Lauren Dyson. Anthem lades upp på Universal Musics distributionstjänst Spinnup, en tjänst som möjliggör osignade artister att sprida och sälja sin musik digitalt nästan omgående. Detta ledde till ett skivkontrakt med Universal.
Uppföljarsingeln Shut Up and Kiss Me kom i april 2015 och är skriven av hitmakaren Jörgen Elofssons Perfect storms-kollektiv och producerad av Pär Westerlund (Paro). Musikvideon till låten spelades in i Venice Beach och Santa Monica i Kalifornien och släpptes ett par dagar senare.
Ida LaFontaine släppte i december 2015 en egen version av låten It´s christmas time again, producerad av Karl-Ola S. Kjellholm, Lionheart music group. It´s christmas time again  är ursprungligen en julsång från American vokalgruppen Backstreet Boys släppte 2012. Låten är skriven av Backstreet Boys medlemmar Nick Carter och Howie Dorough tillsammans med Mika Guillory och Morgan Taylor Reid. 
Den 14 januari 2016 släppte hon singeln Go Again skriven av Emil Berg, TaniaDoko, David Musumeci, Anthony Egizii och Markus Videsäter.

## Programledare
Sedan hösten 2015 presenterar Ida LaFontaine varje vecka sina två singeltips på andra artisters nysläppta singlar i radiokanalen Freshsounds som är en subradiostation till I like radio som tjänsten heter och finns tillgänglig på den officiella hemsidan, den egna smartphone-appen samt samlingssidan för MTG Radio stationer.

## Diskografi

### Singlar
- 2011 – Se Mig
- 2012 – Dancing 4 My Life (Warner Music)
- 2013 – YOLO
- 2013 – Dear Darling
- 2014 – "MAD"
- 2015 – "Anthem" (Universal Music Group)[10]
- 2015 – Shut Up and Kiss Me (Universal Music Group)
- 2015 – It´s christmas time again (Universal Music Group)2016 – Go Again (Universal Music Group)

## Egna videor
- 2015 – Anthem, Vevo
- 2015 – Shut Up and Kiss Me, Vevo[9]
- 2016 – Go Again, Vevo

## Turnéer
- 2009 – MZW Tour, Måns Zelmerlöw
- 2015 – Digster Tour By NRJ
- 2015 – Rix FM Festival (utvalda datum)[2]
- 2015 – Julgalan 2016